# Love Will Tear Us Apart
«Love Will Tear Us Apart» (en español, «El amor nos desgarrará») es una canción del grupo de post-punk inglés Joy Division. La letra fue escrita por el cantante Ian Curtis, quien se suicidó en mayo de 1980, un mes antes de que la canción fuera lanzada como sencillo.
Fue grabada por primera vez en noviembre de 1979 en los estudios de la BBC y fue el último sencillo grabado por la banda.
Esta fue la canción más exitosa de la banda, llegando al puesto número 13 de las listas británicas.

## Historia
La canción fue escrita en los meses de agosto y septiembre de 1979 y fue tocada por primera vez en la gira por el Reino Unido en la que Joy Division eran los teloneros del grupo punk Buzzcocks, en los meses de septiembre y octubre del mismo año.
Según se dice, la letra de la canción es autobiográfica y estaría basada en el matrimonio fallido de Ian Curtis con su esposa Deborah y en la creciente relación del mismo con una chica belga, que era seguidora de la banda. También podría funcionar como una visión del estado emocional y mental de Curtis en el tiempo previo a su suicidio. Otras versiones indican que la canción podría haber sido una respuesta cínica a la canción "Love Will Keep Us Together" de Captain and Tennille.
Después del suicidio de Curtis, "Love Will Tear Us Apart" se convirtió en el único sencillo exitoso de la banda, llegando al puesto número 13 de las listas británicas. La banda se separó después de la muerte de Curtis y los miembros restantes formaron New Order.

## Vídeo musical
El vídeo de la canción fue dirigido y filmado por los miembros de la banda. En el vídeo hay varios errores de producción que incluyen pérdidas de color en algunos puntos y desfases entre el sonido y la imagen de Curtis cantando.
En el comienzo del mismo, la puerta que se abre tiene talladas las iniciales de los miembros de la banda.

## Portada
La portada del sencillo fue diseñada por el fotógrafo británico Trevor Key, que grabó título de la canción en una hoja de metal y la envejeció con ácido, exponiéndola a la intemperie para crear la apariencia de una losa de piedra.

## Reediciones
La canción fue reeditada varias veces. Fue reeditada en 1983, llegando al puesto número 19 de los charts, como corte del álbum Substance. En 1995 fue relanzada para publicitar el lanzamiento del álbum Permanent, y nuevamente en septiembre de 2007 para publicitar la "reedición de coleccionista" de los tres álbumes de la banda.

## Popularidad
"Love Will Tear Us Apart" ha mantenido su popularidad a lo largo de los años y fue considerada por el New Musical Express como el mejor sencillo de todos los tiempos en el año 2002, revista que también la posicionó, en mayo de 2007, como uno de los 50 más grandes himnos de la música indie, en el puesto número 19. La canción también apareció en el puesto 179 del top 500 de canciones de todos los tiempos de la revista Rolling Stone en 2005. y subiendo al puesto 41 en la actualización de esta misma el año 2021. Según el sitio agregador de listas Acclaimed Music, es la 15.ª canción más aclamada por los críticos de todos los tiempos.
La canción ha sido utilizada también en programas de televisión, como Doctor Who y películas, como Donnie Darko de 2001, The Girl From The Song de 2016 y 24 Hour Party People (que trataba sobre la escena musical de la ciudad de Mánchester). La canción también es parte de una escena del libro "Destroy" de la escritora italiana Isabella Santacroce, en la cual los protagonistas del libro escuchan esta canción desnudos, en una noche lluviosa.
Aparece también en el videojuego de 2015 de Konami, "Metal Gear Solid V: The Phantom Pain" como un casete que puedes encontrar en el campo de batalla y escucharlo en tu iDroid.
La canción aparece en el primer capítulo de la serie original de Netflix 13 Reasons Why. También suena en el capítulo 3 de la primera temporada de la serie de televisión YOUR HONOR (Showtime), mientras Adam la baila, desahogándose y sintiéndose libre temporalmente de la presión y angustia que vive.

## Versiones
Numerosas bandas y solistas han hecho sus propias versiones de esta canción, entre ellas se encuentran:
- Fer Cirer
- Clan Of Xymox
- Atoms For Peace
- Björk
- Dot Dot Dot
- Arcade Fire
- The RGB's
- Paul Young
- Chantal Caissie
- The Cure
- Los Cataclismos
- Unbroken (banda)
- Erica Jennings, vocalista de Skamp
- Squarepusher
- Swans
- Calexico
- The Shanes
- Nerina Pallot
- Nick Cave
- Noel Gallagher's High Flying Birds
- Human Drama
- U2
- Kiki and Herb
- The Frames
- Nouvelle Vague
- José González
- Susanna and the Magical Orchestra
- Fall Out Boy
- Tori Amos
- Stanton Miranda
- Los 7 Delfines
- The Mazqed Emyzzaries!
- Nada Surf
- Adi Ryan
- Hawksley Workman
- Prozac for Lovers
- Heavens
- Simple Minds
- Worm is Green
- Moonspell
- Big Session con John Jones y June Tabor
- Glenn Gregory y Honeyroot
- Cienfuegos
- Vitamin String Quartet
- Invisible Limits
- John Frusciante, Flea y Josh Klinghoffer (de Red Hot Chili Peppers)
- Yat Kha
- David Gahan
- Intestinal Disease
- The Killers
- Nina Persson
- Soul Asylum
- Mísia
- Benmont Tench
- INXS

## Posicionamiento en listas y certificaciones
| Listas (1980–1981)                         | Mejor posición |
| ------------------------------------------ | -------------- |
| Australia (Kent Music Report)              | 26             |
| Estados Unidos (Billboard Hot Dance/Disco) | 42             |
| Nueva Zelanda (Recorded Music NZ)          | 1              |
| Reino Unido (Official Charts Company)      | 13             |

| Listas (1983-1984)                    | Mejor posición |
| ------------------------------------- | -------------- |
| Irlanda (IRMA)                        | 19             |
| Nueva Zelanda (Recorded Music NZ)     | 3              |
| Reino Unido (Official Charts Company) | 19             |

| Listas (1988)                     | Mejor posición |
| --------------------------------- | -------------- |
| Nueva Zelanda (Recorded Music NZ) | 39             |

| Listas (1995)                         | Mejor posición |
| ------------------------------------- | -------------- |
| Reino Unido (Official Charts Company) | 19             |

| Listas (2007)                         | Mejor posición |
| ------------------------------------- | -------------- |
| Reino Unido (Official Charts Company) | 46             |

| Listas (2020)                         | Mejor posición |
| ------------------------------------- | -------------- |
| Reino Unido (Official Charts Company) | 78             |

### Certificaciones
| País        | Organismo certificador | Certificación | Ventas    | Ref.   |
| ----------- | ---------------------- | ------------- | --------- | ------ |
| España      | PROMUSICAE             | Oro           | 30 000    | [ 13 ] |
| Italia      | FIMI                   | Oro           | 25 000    | [ 14 ] |
| Reino Unido | BPI                    | 2× Platino    | 1 200 000 | [ 15 ] |